# Placidochromis electra
Espèce
Statut de conservation UICN

 LC  : Préoccupation mineure
Placidochromis electra est une espèce africaine de poissons d'eau douce de la famille des Cichlidae endémique du lac Malawi.

## Répartition
Placidochromis electra est endémique du lac Malawi où ce poisson se rencontre uniquement sur la côte est au Malawi et au Mozambique. Il est présent depuis Chiwindi au Mozambique jusqu'à Makanjila Point (ceb) au Malawi, y compris autour de l'île Likoma mais pas autour de celle de Chizumulu.

## Description
Placidochromis electra peut mesurer jusqu'à 120 mm, queue non comprise.

## Aquariophilie

### Dimorphisme
Adulte cette espèce de Cichlidae est très simplement différentiable. En effet le mâle est clairement plus grand et surtout de coloration bleue plus soutenu ; la femelle reste plus terne bleu/argenté. Le mâle possède également la terminaison des nageoires impaires plus effilées.

### Reproduction
Cette espèce est incubatrice buccale maternelle, les femelles gardent les œufs, larves et tout jeunes alevins environ trois semaines, protégés dans leur gueule (sans manger ou en filtrant très légèrement les micro-détritus). Les mâles peuvent se montrer très insistants dès les premières maturités sexuelles des femelles, il est préférable de maintenir cette espèce en groupes de plusieurs individus (au moins en « trio » : un mâle pour deux femelles), de manière à diviser l'agressivité d'un mâle dominant sur plusieurs individus. À la sortie de la bouche de la femelle tous les jeunes sont de coloration gris/brun et ce n'est que lorsqu'ils atteignent la taille de 5 à 6 cm que les premiers mâles commencent à changer de couleur pour devenir bleu.

### Croisement, hybridation, sélection
Il est impératif de maintenir cette espèce et le genre Placidochromis seul ou en compagnie d'autres espèces, d'autres genres, mais de provenance similaire (lac Malawi), afin d'éviter toute facilité de croisement. Le commerce aquariophile a également vu apparaître un grand nombre de spécimens provenant d'Asie et d'Europe de l'Est notamment et aux couleurs des plus farfelues ou albinos. En raison de la sélection, hybridation et autres procédés chimiques et barbares de laboratoires.

### Variétés géographiques
Plusieurs localités de pèches existent au Mozambique du lac, chacune influençant légèrement les caractéristiques méristiques et la coloration, semble-t-il principalement le masque noir de la tête.

### Espèces proches
Un certain nombre d'espèces proches non-décrites :
- Placidochromis sp. "electra blue hongi"
- Placidochromis sp. "electra black fin" ou Placidochromis sp. "electra yellow"
- Placidochromis sp. electra blue "mbamba bay"[4],[5]

## Statut de conservation
L'UICN place cette espèce en « Préoccupation mineure » (LC) : « Répandue dans certaines parties du lac Malawi où elle n'a pas connu de principales menaces généralisées ».

## Dénominations
Cette espèce n'a pas de nom normalisé en français et est parfois commercialisée dans le commerce aquariophile sous le synonyme de Haplochromis electra.
En anglais ce poisson est appelé Deep water hap et au Malawi, en langue nyanja, Chisawasawa.

## Systématique
Le nom valide complet (avec auteur) de ce taxon est Placidochromis electra (Burgess (d), 1979).
L'espèce a été initialement classée dans le genre Haplochromis sous le protonyme Haplochromis electra Burgess, 1979,.
Placidochromis electra a pour synonymes :
- Cyrtocara electra (Burgess, 1979)
- Haplochromis electra Burgess, 1979

### Étymologie
Son épithète spécifique, electra, dérive du grec ancien ἠλέκτωρ (êléktôr), « brillant, ambré, splendide », et fait référence à la teinte bleue brillante des mâles en période de reproduction,.

### Publication originale
- (en) Warren E. Burgess, « Studies on the family Cichlidae: 9. Haplochromis electra. A new species of cichlid from the waters around Likoma Island, Lake Malawi », Tropical Fish Hobbyist, États-Unis, vol. 47, no 8,‎ avril 1979, p. 91-94 (ISSN 0041-3259, lire en ligne, consulté le 26 avril 2025).